# Metropolie Aksúm
Metropolie Aksúm je eparchie Alexandrijského patriarchátu.

## Území a titul biskupa
Zahrnuje správní hranice území států Etiopie, Eritrea, Džibutsko a Somálsko.
Eparchiálnímu biskupovi náleží titul metropolita aksúmský, hypertymos a exarcha celé Etiopie.

## Historie
V polovině 4. století se vládci Aksúmského království začali hlásit ke křesťanství. V době svatého Atanáše se prvním biskupem Aksúmu stal svatý Frumentius. Od 7. století spadala eparchie pod jurisdikci Koptské pravoslavné církve.
Roku 1908 zřídil řecký alexandrijský patriarcha Fotios metropolii Aksúm. Vytvoření metropolie nebylo uznáno úřady, což se stalo až později.

## Seznam biskupů
- 1908–1914 Christopher (Danilidis)
- 1928–1967 Nikolaj (Abdalláh)
- 1968–1979 Metod (Fouias)
- 1979–2018 Petros (Yakoumelos)
- 2018–2024 Daniil (Biasis)
- od 2024 Petros (Parginos)